# Eleonore Thun-Hohenstein
Eleonore Thun-Hohenstein (* 2. August 1924 in Schloss Streiteben, heute zu Ravne, Slowenien; † 9. August 2013 in Bleiburg) war eine österreichische Schriftstellerin und Journalistin.

## Leben

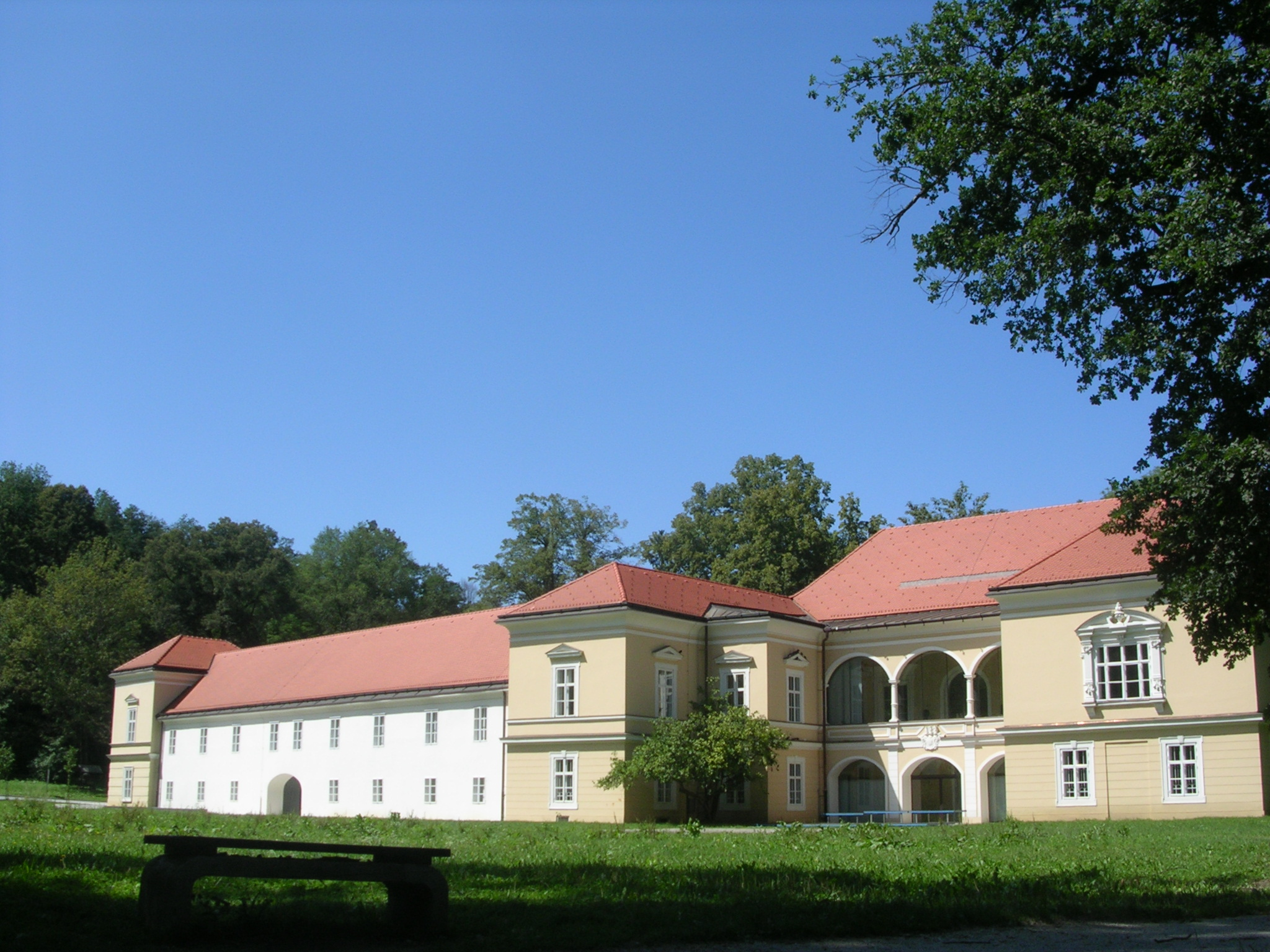
Schloss Streiteben, Geburtsort von Eleonore Thun-Hohenstein

Thun-Hohenstein wurde als Tochter des Schriftstellers und Diplomaten Paul Graf von Thun und Hohenstein geboren. Sie studierte Philosophie und Psychologie in Freiburg im Breisgau und Wien, ihre Dissertation schrieb sie über Max Scheler.
Von 1955 bis 1963 schrieb sie für die Tageszeitung Die Presse, ab 1960 war sie dort Leiterin des Kulturressorts. 1963 wechselte sie zur Wochenpresse, wo sie das neu geschaffene Ressort Wissenschaft leitete. Sie war die erste Journalistin, die Autos aus der Sicht einer Frau testete und Fahrberichte veröffentlichte. Seit 1984 arbeitete sie als freie Schriftstellerin.

## Bücher
- Der Personbegriff bei Max Scheler. Dissertation Universität Wien, 1948.
- Aristokraten. Roman einer umständlichen Familie. Zsolnay, Wien 1976.
- Herr ist dumm. Tiere sprechen unsere Sprache. Zsolnay, Wien 1983.
- Wer hat Angst vor Ukrain? Der Kampf um ein alternatives Krebsmittel. Molden, Wien 1999.
- Der Fürst. Romanbiografie eines zerrissenen Lebens. Universitas, München 2002.

## Auszeichnungen
- 1972: Staatspreis für Wissenschaftspublizistik des österreichischen Wissenschaftsministeriums[2]